# Josef Mašín (1932)

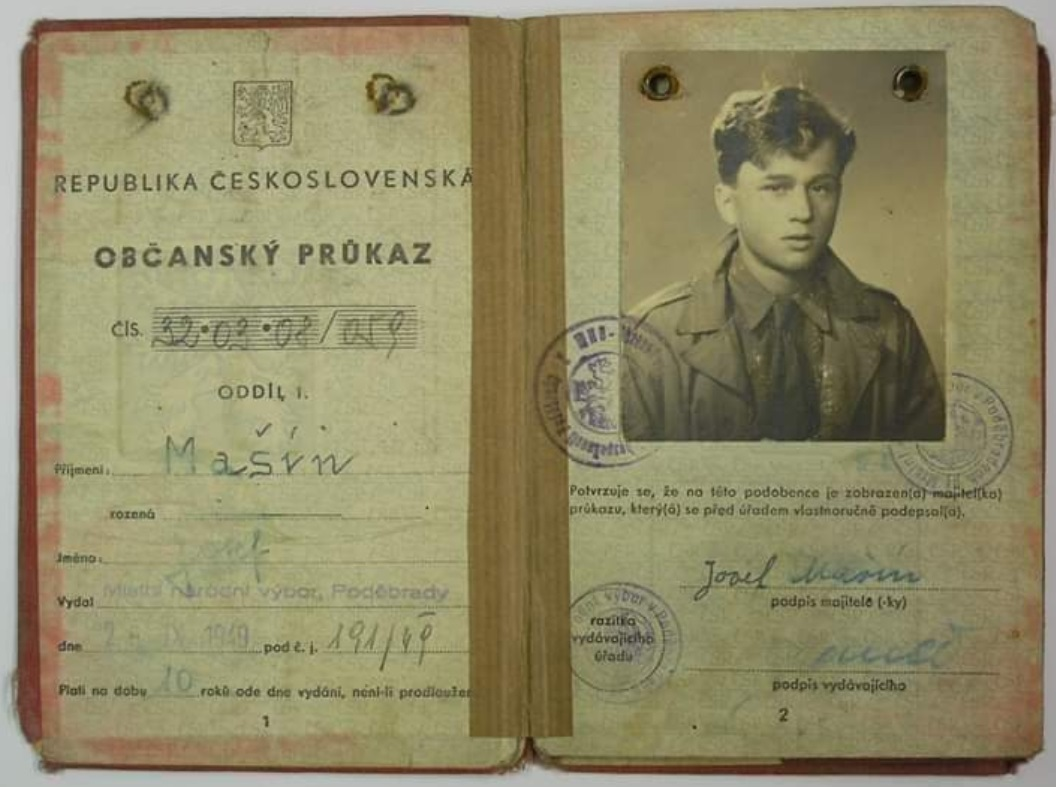
Občanský průkaz Josefa Mašína (1949).

Josef Mašín mladší (* 8. března 1932 Praha; v USA Joe Masin) je syn československého důstojníka Josefa Mašína a člen někdejší protikomunistické odbojové guerrillové skupiny bratří Mašínů.

## Životopis
Po válce vystudoval střední školu Koleje krále Jiřího z Poděbrad. Později vytvořil spolu s bratrem Ctiradem menší protikomunistickou skupinu. Se skupinou se Josef zúčastnil přepadení služebny Sboru národní bezpečnosti (SNB) v Chlumci, při nichž byl zabit příslušník SNB, kterého zastřelil Josef, a přepadení vozu s výplatami, při níž zastřelil pokladníka Josefa Rošického.
Na podzim 1953 se skupina rozhodla dostat do Západního Berlína. Josef se tam dostal v doprovodu těžce zraněného Milana Paumera nedlouho po Ctiradovi v listopadu 1953. V západní zóně vyslovili zájem vrátit se do Československa jako parašutisté. Následně se stali frekventanty americké armády. Do Spojených států amerických připluli lodí v březnu 1954. Následoval vojenský výcvik, po němž se bratři a Paumer rozhodli vstoupit do Special Forces. Působištěm se jim tak stala základna Fort Bragg v Severní Karolíně. Jako příslušníci 77. SFG (Special Forces Group) se zúčastnili několika manévrů, poté nastoupili oba bratři jako instruktoři do 82. výsadkové divize.
Po uplynutí pětiletého závazku služby v americké armádě, jenž byl potřebný pro získání amerického občanství, odešli bratři do civilu a začali se věnovat podnikání. Po odchodu do civilu podnikali společně s Paumerem, po roce se jejich cesty rozešly a Josef podnikal v oblasti kovů, slitin, poté letadel a nakonec v oboru počítačových čipů.

## Nejkontroverznější případy s účastí Josefa Mašína

### Přepadení stanice SNB v Chlumci nad Cidlinou dne 13. 9. 1951, za účelem získání zbraní
Obětí se stal příslušník SNB Oldřich Kašík. Ctirad Mašín praštil příslušníka SNB železnou tyčí zezadu po zátylku. Otřesený Kašík, ale stále při vědomí, chtěl sáhnout po služebním revolveru, Josef Mašín ho okamžitě dvěma výstřely zastřelil. Zbraně se uloupit nepodařilo, Mašínové museli ve spěchu uprchnout.

### Přepadení vozu převážejícího hotovost k výplatám mezi Čáslaví a Hedvikovem dne 2. 8. 1952
Účelem akce bylo získat větší obnos peněz, kterými by se dala (hypoteticky) uplatit ostraha trestaneckého tábora na Jáchymovsku, kde byl v té době uvězněn Ctirad Mašín. Obětí se stal ozbrojený pokladník Josef Rošický. Spolu s Josefem Mašínem se akce účastnil Václav Švéda. Peníze byly získány, k původnímu plánu ale nebyly použity.

## Názory
V roce 2012 u příležitosti 43. výročí sebeupálení Jana Palacha vyjádřil Josef Mašín podiv nad tím, jak silně si Češi připomínají Palachovu tragickou smrt. Palachův čin vnímá jako jednání plachého, labilního člověka, trpícího depresí, jejž není zodpovědné dávat za příklad mladé generaci. Naopak jako příkladné a hrdinské vnímá činy Jana Kubiše a Jozefa Gabčíka. Vyjádřil se tak v době úvah o zřízení Palachova pomníku v Praze. Se zřízením pomníku však souhlasil.

## Ocenění
V roce 1945 obdržel od prezidenta Beneše československou medaili Za chrabrost. V roce 2008 obdržel čestnou plaketu předsedy vlády ČR Mirka Topolánka. Roku 2010 obdržel s bratrem pamětní list Senátu Parlamentu České republiky. U příležitosti pohřbu bratra Ctirada obdržel rezortní vyznamenání Zlaté lípy.